# Huff
 Huff foi uma série dramática de televisão norte-americana exibida nos Estados Unidos da América pela Showtime e no Brasil pela A&E. A série foi criada por Bob Lowry e apresenta Hank Azaria como o Dr. Craig "Huff" Huffstadt, um psiquiatra de sucesso cuja vida muda bruscamente quando um cliente de 15 anos comete suicídio em seu escritório. Após anos de ajuda e a lidar com os traumas de seus clientes, Huff agora tem de lidar com o seu, por isso, é forçado a reavaliar sua carreira e repensar toda a sua vida. A primeira temporada foi exibida pela Showtime entre 7 de novembro de 2004 a 30 de janeiro de 2005. A segunda temporada estreou em 2 de abril de 2006 e terminou em 25 de junho de 2006. Dois dias antes do episódio final, a Showtime anunciou que o programa não teria uma terceira temporada.
O piloto de duas horas foi filmado em Vancouver, British Columbia. Posteriormente, a produção de Huff foi transferida para Los Angeles, Califórnia.
A série estreou em Portugal no canal FOX em Setembro de 2008.

## Elenco
Além de Azaria, o elenco incluiu Paget Brewster, Blythe Danner (2005-2006), Oliver Platt, Anton Yelchin, Andy Comeau, Kimberly Brooks e Jack Laufer. Além de outros com aparecimento recorrente na primeira temporada, nomes como Lara Flynn Boyle, Robert Forster, Swoosie Kurtz, Annie Potts, e Faith Prince. Em sua segunda temporada, Huff também conseguiu atrair alguns astros, incluindo Sharon Stone e Anjelica Huston.

## Personagens principais
- Dr. Craig 'Huff' Huffstodt, por Hank Azaria
- Beth Huffstodt, por Paget Brewster
- Russell Tupper, por Oliver Platt
- Isabelle 'Izzy' Huffstadt, por Blythe Danner
- Byrd Huffstodt, por Anton Yelchin
- Theodore "Teddy" Huffstodt, por Andy Comeau
- Paula Dellahouse, por Kimberly Brooks

## Personagens secundários
- - Ben Huffstodt, por Robert Forster
  - Kelly Knippers, por Faith Prince
  - Maggie, por Liza Lapira
  - Madeleine Sullivan, por Swoosie Kurtz
  - O Abrigo húngaro, por Jack Laufer
  - Doris Johnson, por Annie Potts
  - Gail, jogado por Misti Traya
  - Melody Coatar, por Lara Flynn Boyle

## Segunda temporada
- - Ben Huffstodt, por Tom Skerritt
  - O Abrigo húngaro, por Jack Laufer
  - Alyssa, jogado por Ashley Williams
  - Dr. Lena Markova, por Anjelica Huston
  - Dauri Rathburn, por Sharon Stone
  - Tim Winnick, por Alex Black